# Somali-Airlines-Flug 40
Der Somali-Airlines-Flug 40 war ein somalischer Inlandslinienflug der Fluggesellschaft Somali Airlines, auf dem am 20. Juli 1981 eine Fokker F-27-600RF Friendship verunglückte. Die Maschine stürzte ab, nachdem sie in extreme Turbulenzen geraten war, aufgrund derer sie auseinanderbrach. Bei dem Zwischenfall kamen alle 50 Personen an Bord ums Leben.

## Flugzeug
Das betroffene Flugzeug war eine 1977 gebaute Fokker F-27-600RF Friendship. Das Flugzeug mit der Werksnummer 10557 wurde im Werk von Fokker in Schiphol endmontiert und absolvierte am 27. Mai 1977 mit dem Testkennzeichen PH-EXC ihren Erstflug. Im Juni desselben Jahres wurde sie auf das Kennzeichen PH-FTA umregistriert, ehe sie am 16. Juni 1977 an die Somali Airlines ausgeliefert wurde, wo sie das Luftfahrzeugkennzeichen 6O-SAY erhielt. Das zweimotorige Kurzstreckenflugzeug war mit 2 Turboprop-Triebwerken des Typs Rolls-Royce Dart 532-7 ausgestattet. Bis zum Zeitpunkt des Unfalls hatte die Maschine 6087 Flugstunden bei 2777 Starts und Landungen absolviert.

## Passagiere, Besatzung und Flugplan
Der Inlandslinienflug sollte von der somalischen Hauptstadt Mogadischu nach Hargeisa im nördlich gelegenen Somaliland führen. Den Flug hatten 44 Passagiere angetreten, es befand sich zudem eine sechsköpfige Besatzung an Bord.

## Unfallhergang
Der Start vom Flughafen Mogadischu verlief zunächst ohne besondere Vorkommnisse. Noch im Anfangssteigflug geriet die Maschine acht Minuten nach dem Start in eine Wetterzone mit Starkregen und heftigen Turbulenzen. Nachdem die Maschine starken vertikalen Böen ausgesetzt gewesen war, geriet sie ins Flachtrudeln, bei dem sie Belastungen von 5,76 G ausgesetzt war. Infolge der extremen Strukturüberlastung brach schließlich ein Teil der rechten Tragfläche in der Luft ab und die Maschine stürzte daraufhin bei dem etwa 35 Kilometer nördlich von Mogadischu gelegenen Ort Balad zu Boden.
Bei dem Unfall kamen alle 50 Personen ums Leben. Es handelt sich um den schwersten Flugunfall in Somalia.